# Son Mieux
Son Mieux is een Nederlandse popgroep uit Den Haag, die onder leiding staat van Camiel Meiresonne. In 2019 verscheen hun debuutalbum Faire de son mieux, gevolgd door The Mustard Seed in 2021. Met beide albums belandde de band in de Album Top 100. De doorbraak bij het grote publiek volgde op de uitgave van de single "Multicolor" in 2022.

## Geschiedenis

### Voorgeschiedenis (2005-2014)
Son Mieux begon in 2015 als soloproject van de Haagse Camiel Meiresonne. Van de oprichting in 2005 tot en met de opheffing in 2012 was hij zanger-gitarist van de garagerockband All Missing Pieces, waarvan de bezetting verder bestond uit zijn broers Wrister op drums en Quinten op basgitaar. In 2009 was hij mede-oprichter van de alternatieve-rockband Soul Sister Dance Revolution (SSDR). In die periode ging het slecht met Meiresonne; hij zat financieel aan de grond en voelde zich vastzitten in een ritme waar hij van los wilde komen. Hij begon eigen muziek te schrijven, om "dingen" van zich af te schrijven. In 2014 besloot Meiresonne naar Indonesië te trekken, waar hij zo'n half jaar verbleef. Daar kwam hij tot het besluit dat hij "niet een zoveelste singer-songwriter met gitaar wilde zijn" en dat hij ook elektronica in zijn muziek wilde inpassen.

### Oprichting en eerste uitgaven (2015-2019)
Eenmaal terug in Nederland werd Meiresonne door vrienden van de reggaeband Splendid gevraagd om in het voorprogramma te spelen van hun tournee die twee weken later zou aanvangen. Hij vormde snel een band met bassist Timo Prins en drummer Chayenne van der Kooij. Volgens Meiresonne werd er twee keer geoefend voor de band voor het eerst het podium betrad en moesten sommige nummers nog afgerond worden tijdens soundchecks. Nadien werd de formatie uitgebreid met Meiresonnes broer Wrister, met wie hij eerder speelde in All Missing Pieces.
In augustus 2015 verliet Meiresonne SSDR, om zich volledig op Son Mieux te kunnen richten. Anderhalve maand later, op 5 oktober, verscheen de debuutsingle "Easy". De single leidde direct tot aandacht voor de band; Son Mieux werd een week na de uitgave ervan benoemd tot 3FM Serious Talent. Op 15 oktober maakte de band zijn televisiedebuut in De Wereld Draait Door, waar een minuut van het nummer gespeeld werd tijdens het vaste muzikale intermezzo. "Easy" werd gebruikt in reclames van Deezer, McDonald's en ING.
In 2016 verscheen de ep Vice Versa die in eigen beheer werd uitgebracht. De tweede van deze ep afkomstige single "Even" werd verkozen tot 3FM Megahit. De single bereikte #11 in de Tipparade. In 2018 verliet Wrister de band. Hij werd opgevolgd door Thijs van Teijlingen. De formatie werd verder uitgebreid met Maud Akkermans op viool en percussie en multi-instrumentalist Quinten Meiresonne, Camiels jongste broer, op toetsen. Quinten speelde eerder in onder andere The Consolers, All Missing Pieces en Taymir.

### Faire de son mieuxenThe Mustard Seed(2019-2021)
In de nieuwe bezetting werd gewerkt aan het debuutalbum, dat op 8 februari 2019 verscheen onder de titel Faire de son mieux. De presentatie van dit album vond op de verschijningsdatum plaats in een uitverkocht Paard te Den Haag. Het album maakte na een week zijn entree in de Album Top 100 op #16. De band speelde dat jaar op verschillende festivals en ging op tournee ter promotie van het album. Robert van Gijssel van de Volkskrant riep Son Mieux uit tot "dé ontdekking van Paaspop 2019". De van het album afkomstige single "Hiding" (2017) bereikte #30 in de Tipparade; "Everyday" (2018) werd uitgeroepen tot 3FM Megahit.
Na Faire de son mieux veranderde Meiresonne de manier waarop hij nummers schrijft. Hij borg zijn gitaren op en begon met het schrijven van de teksten. Later greep hij toch weer naar het schrijven van de muziek. Hierdoor ontstonden er nummers die op muzikaal en tekstueel vlak uit elkaar lagen. Het leidde ertoe dat Son Mieux' tweede album The Mustard Seed in twee delen werd uitgebracht. De uitgave van het complete album op 3 december 2021 werd voorafgegaan door die van vijf singles. De band wilde hiermee terugkeren naar een vroegere manier van werken. Volgens Meiresonne is er "in deze tijd" ook meer aandacht voor singles dan voor albums. De singles "1992" en "Drive" werden uitgeroepen tot 3FM Megahit, "1992" en "Can't Get Enough" tot NPO Radio 2 TopSong.
In 2021 vielen Quinten Meiresonne en Chayenne van der Kooij uit wegens blessures. Van der Kooij kreeg daarnaast ook een burn-out. Ze werden vervangen door respectievelijk Michiel Mutsaerts (The Stangs) en Olivier Lucas. Quinten werd tijdelijk vervangen, maar Van der Kooij keerde niet meer terug in de band. Ze verliet de muziekwereld om als mental coach een eigen praktijk te beginnen. Son Mieux werd door 3voor12 tot de top 25 van Noorderslag 2021 gerekend. De band was zes dagen de huisband van Studio Tokio, het NOS-avondprogramma op NPO 1 rondom de Olympische Spelen. In maart 2022 kreeg de band een Edison voor The Mustard Seed in de categorie Rock.

### "Multicolor" en doorbraak (2022-heden)
Hoewel Son Mieux twee albums had uitgebracht die vrij goed ontvangen werden, zowel commercieel als door recensenten, brak de band pas in 2022 door bij het grote publiek. Met hun eerste single van dat jaar, "Multicolor", scoorde de band een hit in de Top 40 (#4), Top 100 (#24) en Mega Top 30 (#1 ). De single werd het meest gedraaide nummer op de radio. "Multicolor" werd geschreven in samenwerking met songwriters Isa Azier en Will Knox. De Britse Knox is al sinds Son Mieux' debuutalbum bij het schrijven van de muziek betrokken.
Opvolgers "This Is the Moment" (2022) en "Tell Me More" (2023) evenaarden niet het succes. Met "Tonight" (2023) werd weer opnieuw een hit gescoord. De single bereikte #3 in de Top 40 en stond een half jaar in deze lijst. De band sloeg met het nummer muzikaal een andere richting in dan de dansbare muziek waar Son Mieux bekend om stond; er werd gebruik gemaakt van een strijkorkest en er werd samengewerkt met het gospelkoor G-Roots. De opnames vonden plaats in de Thomaskerk in Amsterdam. De band won hun tweede Edison met het nummer, in de categorie Beste song. In de categorie Pop wisten ze net niet te winnen.
Na verschillende festivals te hebben aangedaan in 2022 en 2023, waaronder het hoofdpodium Alpha van Lowlands, als openingsact van Sziget in Hongarije en het Montreux Jazz Festival in Zwitserland, werd Quinten Meiresonne definitief vervangen door Mutsaerts. Quinten verlegde zijn activiteiten naar het produceren van muziek. De band stond op 23 en 24 november 2023 tweemaal in een uitverkocht AFAS Live. Gedurende 2024 toerde de band door Europa. In juni werd "This Is the Moment" opnieuw opgenomen in samenwerking met Nile Rodgers. De opnames vonden plaats in de Abbey Road Studios. In een interview met het ANP gaf Meiresonne aan dat Rodgers een belangrijke inspiratiebron is voor de band. Op 5 september 2024 werd "Free for Another Day" uitgebracht. Het nummer werd live gespeeld tijdens uitzendingen van Eva en Jan-Willem Start Op!
In de eerste dagen van het nieuwe jaar werd de nieuwe single "Have a Little Faith" uitgeroepen tot Alarmschijf, 3FM Megahit en NPO Radio 2 TopSong. Het nummer beleefde rond kerst 2024 zijn primeur tijdens 3FM Serious Request. Op 31 januari en 1 februari 2025 trad Son Mieux op in de Ziggo Dome in Amsterdam. Op 18 april kwam het nummer "It's Only Love" uit als nieuwe single. De band speelde dit nummer al tijdens eerdere shows, waaronder in de Ziggo Dome. Het nummer werd verkozen tot 3FM Megahit , 538 Favourite en NPO Radio 2 TopSong. Tijdens de zomer van 2025 treedt Son Mieux op als openingsact van Nile Rogers tijdens zijn shows in Italië. In het najaar zou de band toeren door Europa. Op 18 juni heeft Meiresonne laten weten dat de geplande optredens die plaats zouden vinden na zomer 2025 worden verplaatst. De data van de optredens in Nederland zijn al vastgesteld. De data van de buitenlandse optredens zullen in een later stadium bekend zijn. Meiresonne gaf als rede aan dat hij aan rust toe is en de pauze nodig is voor het voor hem opnieuw genietbaar geven van concerten. Ook zal het nieuwe album later verschijnen dan gepland was.

## Stijl
De muziek van Son Mieux is omschreven als discopop. In haar recensie van het optreden in de Ziggo Dome schreef Hester Carvalho van NRC dat hun nummers "stuwend" zijn met "een weelderige klank en (...) een hoogwaardige constructie." Atze de Vrieze van 3voor12 plaatste de band in de folk, maar overwegend psychedelische pop en disco. Volgens hem zijn hun nummers "groots geproduceerd en klaar voor de radio, en tegelijkertijd behoorlijk origineel".

## Discografie

### Albums en ep's
| Album              | Verschijnen       | Label           | Hitlijsten | Hitlijsten | Opmerkingen |
| Album              | Verschijnen       | Label           | NL         | NL         | Opmerkingen |
| Album              | Verschijnen       | Label           | Piek       | Weken      | Opmerkingen |
| ------------------ | ----------------- | --------------- | ---------- | ---------- | ----------- |
| Vice Versa         | 28 oktober 2016   | eigen beheer    | ―          | ―          | ep          |
| Faire de son mieux | 8 februari 2019   | Universal Music | 16         | 1          | studioalbum |
| The Mustard Seed   | 3 december 2021   | Universal Music | 28         | 3          | studioalbum |
| Live at Sziget     | 26 september 2023 | Universal Music | ―          | ―          | live-ep     |

### Singles
| Lied                           | Verschijnen      | Album              | Hitlijsten  | Hitlijsten  | Hitlijsten   | Hitlijsten   | Opmerkingen |
| Lied                           | Verschijnen      | Album              | NL (Top 40) | NL (Top 40) | NL (Top 100) | NL (Top 100) | Opmerkingen |
| Lied                           | Verschijnen      | Album              | Piek        | Weken       | Piek         | Weken        | Opmerkingen |
| ------------------------------ | ---------------- | ------------------ | ----------- | ----------- | ------------ | ------------ | --- |
| Easy                           | 5 oktober 2015   | Vice Versa         | ―           | ―           | ―            | ―            | heruitgegeven in maart 2017                                                                                               |
| Even                           | 11 maart 2016    | Vice Versa         | tip11       | ―           | ―            | ―            | 3FM Megahit |
| Hiding                         | 1 september 2017 | Faire de son mieux | tip21       | ―           | ―            | ―            | |
| Everyday                       | 27 juli 2018     | Faire de son mieux | ―           | ―           | ―            | ―            | 3FM Megahit |
| Old Love                       | 8 februari 2019  | Faire de son mieux | ―           | ―           | ―            | ―            | |
| Nothing                        | 9 augustus 2019  | Faire de son mieux | ―           | ―           | ―            | ―            | |
| 1992                           | 12 januari 2021  | The Mustard Seed   | tip13       | ―           | ―            | ―            | 3FM Megahit / NPO Radio 2 TopSong                                                                                         |
| Drive                          | 27 april 2021    | The Mustard Seed   | tip18       | ―           | ―            | ―            | 3FM Megahit |
| Can't Get Enough               | 28 juli 2021     | The Mustard Seed   | tip22       | ―           | ―            | ―            | NPO Radio 2 TopSong |
| Dancing at the Doors of Heaven | 22 oktober 2021  | The Mustard Seed   | tip19       | ―           | ―            | ―            | 3FM Megahit |
| The Mustard Seed               | 3 december 2021  | The Mustard Seed   | tip12       | ―           | ―            | ―            | 3FM Megahit |
| Multicolor                     | 15 april 2022    | ―                  | 4           | 22          | 24           | 22           | #1 in de Mega Top 30 / 3FM Megahit / NPO Radio 2 TopSong / Platina                                                        |
| This Is the Moment             | 11 november 2022 | ―                  | 20          | 9           | —            | —            | Alarmschijf / 3FM Megahit / NPO Radio 2 TopSong                                                                           |
| Tell Me More                   | 6 april 2023     | ―                  | 34          | 7           | 98           | 1            | 3FM Megahit |
| Tonight                        | 13 oktober 2023  | ―                  | 3           | 25          | 13           | 29           | Alarmschijf / 3FM Megahit / NPO Radio 2 TopSong / 538 Favourite                                                           |
| Free for Another Day           | 5 september 2024 | ―                  | tip13       | —           | —            | —            | 3FM Megahit / #35 in de Nationale Airplay Top 50                                                                          |
| Have a Little Faith            | 3 januari 2025   | ―                  | 18          | 15          | 54           | 12           | Alarmschijf / 3FM Megahit / NPO Radio 2 TopSong / #3 in de 3FM Verlanglijst                                               |
| It's Only Love                 | 18 april 2025    | ―                  | 29          | 13          | —            | —            | 3FM Megahit / NPO Radio 2 TopSong / 538 Favourite / #3 in de 3FM Verlanglijst / #2 in de Verrukkelijke 15 van NPO Radio 2 |

### NPO Radio 2 Top 2000
| Nummers met noteringen in de NPO Radio 2 Top 2000 | '22  | '23  | '24 |
| ------------------------------------------------- | ---- | ---- | --- |
| 1992                                              | 1788 | -    | -   |
| Multicolor                                        | 179  | 82   | 132 |
| This Is the Moment                                | -    | 1849 | -   |
| Tonight                                           | ×    | 213  | 88  |

1. ↑  Een '-' betekent dat het nummer niet was genoteerd, een '×' betekent dat het nummer nog niet was uitgebracht en een vetgedrukt getal geeft de hoogste notering van een nummer aan.
2. ↑  2022 was het eerste jaar met een notering voor Son Mieux.

## Erkenning
- 2022: Edison in de categorie Rock met het album The Mustard Seed[17]
- 2024: Edison in de categorie Beste song met het nummer Tonight[24]